# Херд-Вуд, Рейчел
Рейчел Клэр Херд-Вуд (англ. Rachel Clare Hurd-Wood; род. 17 августа 1990 года, Лондон, Великобритания) — британская актриса и модель.

## Ранние годы
Рейчел Херд-Вуд родилась в семье профессионального сценариста и актёра Филлипа Херд-Вуда и Сары Херд-Вуд.

## Актёрская карьера
Актёрская карьера Херд-Вуд началась в 2002 году, когда она была выбрана на роль Венди Дарлинг в художественном фильме «Питер Пэн». Далее в течение восьми месяцев Рейчел участвовала в съемках данного фильма на Золотом Берегу (Австралия). Её работа в этом фильме получила одобрительные отзывы критиков и принесла ей широкую известность. За эту роль она была номинирована на премию «Сатурн» в номинации «Лучший молодой актёр или актриса». В тринадцать лет она снялась в триллере «Призрак Красной реки» режиссёра Кортни Соломона в роли Бетси — младшей дочери семейства Белл, которая погибает из-за нападок злых сил, а также в телевизионном фильме «Шерлок Холмс и дело о шёлковом чулке», в роли Имоджен Хелхьютон — 13-летней жертвы серийного убийцы. Продолжая примерять на себя образ невинной жертвы, шестнадцатилетняя Рейчел сыграла роль Лауры Риши в картине «Парфюмер. История одного убийцы», по роману Патрика Зюскинда. В 2009 году Рейчел снялась сразу в двух фильмах «Соломон Кейн» и «Дориан Грей», в последнем актриса сыграла роль Сибил Вейн.

## Образование
Рейчел обучалась в Технологическом Колледже Родброу в городе Милфорд, графство Суррей с 2001 по 2006 годы искусству, английской литературе, психологии и философии. С 2006 по 2008 годы она посещала шестой класс колледжа в Годалминге. Она очень хотела стать морским биологом и посвятить свою жизнь изучению дельфинов, которых обожает, но отказалась от этой идеи, когда обнаружила, что это потребует глубокого изучения научных дисциплин, а ей казалось, что она недостаточно хорошо в них разбирается]. С 2008 года она начала изучать лингвистику в Университетском колледже Лондона, но окончила только первый курс, так как вынуждена была уехать в Австралию для съемок ленты «Вторжение: Битва за Рай», основанной на романе Джона Марсдена. Фильм стал самым кассовым за 2012 год в Австралии. Тогда же Рейчел решила полностью сосредоточиться на своей актёрской карьере.

## Фильмография
| Год       |     | Русское название                     | Оригинальное название                             | Роль              |
| --------- | --- | ------------------------------------ | ------------------------------------------------- | ----------------- |
| 2003      | ф   | Питер Пэн                            | Peter Pan                                         | Венди Дарлинг     |
| 2004      | тф  | Шерлок Холмс и дело о шёлковом чулке | Sherlock Holmes and the Case of the Silk Stocking | Имоджен Хелхьютон |
| 2005      | ф   | Призрак Красной реки                 | An American Haunting                              | Бетси Белл        |
| 2006      | ф   | Парфюмер. История одного убийцы      | Das Parfum. Die Geschichte eines Mörders          | Лаура Риши        |
| 2009      | ф   | Дориан Грей                          | Dorian Gray                                       | Сибил Вейн        |
| 2009      | ф   | Соломон Кейн                         | Solomon Kane                                      | Мередит Кроуторн  |
| 2010      | ф   | Вторжение: Битва за рай              | Tomorrow, When the War Began                      | Корри Маккензи    |
| 2011      | ф   | Укрытие                              | Hideaways                                         |                   |
| 2011      | кор | —                                    | The Mapmaker                                      | молодая Изабель   |
| 2012      | кор | —                                    | It Ends Here                                      | девушка           |
| 2014      | с   | —                                    | BBC Comedy Feeds                                  | мисс Симмерс      |
| 2014      | ф   | Дорога к Дампусу                     | Highway to Dhampus                                | Элизабет Джеймс   |
| 2015      | ф   | Второе происхождение                 | Segon origen                                      | Альба             |
| 2015—2016 | с   | Домашние очаги                       | Home Fires                                        | Кейт Кэмпбелл     |
| 2016      | с   | —                                    | Spark                                             | Кайра Стоктон     |
| 2016      | кор | —                                    | Entitled: The Story of a Selfish Bastard          | Мишаль            |
| 2017      | ф   | —                                    | Beautiful Devils                                  | Дарси             |
| 2017—2018 | с   | Клика                                | Clique                                            | Рейчел Мэддокс    |
| 2019      | ф   | Любовь по расчёту                    | The Revenger: An Unromantic Comedy                | Кендра            |
| 2024      | ф   | Омен. Первое знамение                | The First Omen                                    | Кэтрин Торн       |